# Grosse Pointe Farms
Grosse Pointe Farms – miasto w Stanach Zjednoczonych, w stanie Michigan, w hrabstwie Wayne, położone nad jeziorem St. Clair.